# Úrvalsdeild Karla 1966
La Úrvalsdeild Karla 1966 fue la 55.ª edición del campeonato de fútbol islandés. El campeón fue el Valur Reykjavík, clasificado a la Copa de Campeones de Europa 1967-68. Throttur descendió a la 1. deild karla.

## Tabla de posiciones
|   | Equipo          | PJ | PG | PE | PP | GF | GC | Dif | Pts |
| - | --------------- | -- | -- | -- | -- | -- | -- | --- | --- |
| 1 | Valur Reykjavik | 10 | 6  | 2  | 2  | 20 | 12 | +8  | 14  |
| 2 | Keflavík        | 10 | 6  | 2  | 2  | 23 | 12 | +11 | 14  |
| 3 | Fram Reykjavik  | 10 | 4  | 4  | 2  | 20 | 17 | +3  | 12  |
| 4 | KR Reykjavik    | 10 | 4  | 2  | 4  | 19 | 13 | +6  | 10  |
| 5 | ÍA              | 10 | 2  | 3  | 5  | 13 | 21 | -8  | 7   |
| 6 | Throttur        | 10 | 0  | 3  | 7  | 7  | 27 | -20 | 3   |

- Datos: Q925814